# Mesedra violacea
Mesedra violacea là một loài bướm đêm trong họ Geometridae.